# Sportåret 1879

## Händelser

### Allmänt
- 2 november - Mr Weston förlorar en sex dagar lång springtävling mot en häst.[1]

### Baseboll
- Providence Grays vinner National League.[2]

### Boxning
- 27 mars - I 136 ronder varar den dittills längsta boxningsmatchen.[1]
- Okänt datum - John J. Dwyer besegrar tidigare mästaren Jimmy Elliott i en match om 12 ronder vid Long Point i Kanada och gör sedan anspråk på den amerikanska tungviktsmästerskapstiteln då innehavande mästaren Joe Goss är inaktiv,, och huvudutmanaren är Paddy Ryan. Hans anspråk erkänns inte. Därefter blir Dwyer inblandad i en barslagsmål med Ryan i New York i New York i USA.[3]
- Okänt datum - John L. Sullivan blir professionell och vinner sina första kända matcher.[4]

### Bågskytte
- 23 januari - National Archery Association grundas i Crawfordsville i Indiana, USA.[1]
- 12 augusti - Första nationella amerikanska bågskyttetävlingen hålls i Chicago.[1]

### Cricket
- Okänt datum - Lancasshire CCC och Notthimghamshire CCC delar på titeln vid County Championship [5].

### Friidrott
- 19 september - 17 år och 198 dagar gammal blir Thomas Ray yngst att slå ett världsrekord i friidrott då han hoppar stavhopp, 11' 2.25.[1]

### Hurling
- Okänt datum - I USA bildas US Amateur Lacrosse Association och antar de kanadensiska reglerna.

### Hästsport
- 20 maj - Vid femte Kentucky Derby vinner Charlie Shauer på Lord Murphy med tiden 2.37.[1]

### Nordisk skidsport
- 23 mars - Den första officiella tävlingen i Finland anordnas i Tyrnävä [6].

### Rodd
- 5 april - Universitetet i Cambridge vinner universitetsrodden mot Oxfords universitet.

### Tennis
- Tennisssporten introduceras i Sverige.[7]

## Födda
- 5 januari – Erik Blomqvist, svensk sportskytt, olympisk guld- och bronsmedaljör.
- 14 april – Adolf Bergman, svensk dragkampare, olympisk guldmedaljör.
- 5 maj – Manlio Pastorini, italiensk gymnast, olympisk guldmedaljör.
- 26 juni – Gustav Adolf Jonsson, svensk sportskytt, olympisk guld-, silver- och bronsmedaljör.
- 5 juli – Dwight F. Davis, amerikansk politiker och tennisspelare, instiftare av Davis Cup.
- 14 augusti – Bernhard Larsson, svensk sportskytt, olympisk guld- och bronsmedaljör.
- 20 augusti 
  - Gustaf Lewenhaupt, svensk ryttare, olympisk guldmedaljör.
  - Alfred Swahn, svensk sportskytt, olympisk guld-, silver- och bronsmedaljör.
- 21 september – Axel Nordlander, svensk ryttare, två OS-guld.
- 4 december – Birger Sörvik, svensk gymnast, olympisk guldmedaljör.
- 19 december – Beals Wright, amerikansk tennisspelare, olympisk guldmedaljör.

### Fotnoter
1. 1 2 3 4 5 6  ”Chronology of Sports”. Arkiverad från originalet den 22 juli 2011. https://web.archive.org/web/20110722012455/http://worldtimeline.info/sports/. Läst 18 juli 2011.
2. ↑  ”The 1879 Season” (på engelska). Retrosheet. http://www.retrosheet.org/boxesetc/1879/Y_1879.htm. Läst 25 juli 2015.
3. ↑  Cyber Boxing Zone – John J Dwyer. läst 12 november 2009.
4. ↑  Cyber Boxing Zone – John L Sullivan. läst 12 november 2009.
5. ↑  En inofficiell titel fram till december 1889 då första officiella County Championship spelades.
6. ↑  ”FIS”. Arkiverad från originalet den 15 mars 2011. https://web.archive.org/web/20110315203146/http://history.fis-ski.com/iframe_timeline.htm. Läst 17 mars 2011.
7. ↑  Tennis i Uppslagsverket Finland (webbupplaga, 2012). CC-BY-SA 4.0